# Armia (związek operacyjny)

Znak taktyczny armii

Armia – związek operacyjny o różnej strukturze organizacyjnej, składający się z dowództwa, kilku korpusów lub dywizji zasadniczego dla danego związku rodzajów wojsk oraz związków taktycznych i oddziałów zapewniających dowodzenie, a także zabezpieczenie operacyjne, materiałowe i techniczne działań całości jego sił. Zależnie od przeznaczenia, składu organizacyjnego i wyposażenia rozróżnia się:
- armie ogólnowojskowe (polowe),
- armie lotnicze,
- armie pancerne,
- armie powietrznodesantowe, spadochronowe (zob. 1 Armia Spadochronowa, 1 Aliancka Armia Powietrznodesantowa),
- armie konne (zob. 1 Armia Konna),
- armie rakietowe (zob. Wojska Rakietowe Przeznaczenia Strategicznego ZSRR).

Armia jako związek operacyjny powstała we Francji w końcu XVIII wieku. W latach 1792–1793 członek dyrektoriatu Lazare Carnot podzielił wojska lądowe Francji na 14 armii – każda w składzie 4-6 dywizji. W latach 1803–1804 Napoleon Bonaparte dokonał reorganizacji sił zbrojnych I Cesarstwa, armie zastąpił korpusami w składzie 2-5 dywizji każda (zob. Wielka Armia). W czasie kampanii wojennych 1805-1807, 1809 i 1812-1815 dla wykonania określonych zadań taktyczno-operacyjnych Napoleon tworzył doraźne „grupy korpusów” w składzie 2-5 korpusów każda.